# Ledenjak Grinnell
Ledenjak Grinnell se nalazi u središtu nacionalnog parka Glacier, u saveznoj državi Montana, SAD. On je na nadmorskoj visini otprilike 2 100 metara.
Ledenjak je bio često fotografiran, još od polovice 19. stoljeća. 1850., kada se smatra završetak Malog ledenog doba, ledenjak Grinnell je imao površinu 2, 9 km2. 1993. mjerenja pokazuju površinu ledenjaka od 1,1 km2. Ledenjak je od 1966. do 2005. izgubio oko 40 % svoje površine, i s tim napretkom otopit će se u potpunosti do 2030.
|                         |                         |                         |                         |                         |
| Ledenjak Grinnell 1938. | Ledenjak Grinnell 1981. | Ledenjak Grinnell 1998. | Ledenjak Grinnell 2005. | Ledenjak Grinnell 2009. |